# Monumen Nasional
Das Monumen Nasional (indonesisch „Nationales Denkmal“, Abkürzung: Monas) ist ein 137 m hoher Turm im zentralen Jakarta und symbolisiert den Kampf um die Unabhängigkeit Indonesiens.
Dieses Monument wurde auf Anordnung des Präsidenten Soekarno 1961 konstruiert und am 12. Juli 1975 eröffnet. Obenauf ist eine Flamme platziert, die der Fackel der Freiheitsstatue nachgebildet und mit 35 Kilogramm Gold überzogen ist. Die Aussichtsplattform befindet sich in 115 Meter Höhe.